# Takehiko Nakane
Takehiko Nakane (1920-26 de marzo de 1999) fue un entomólogo y autor japonés.

## Biografía
Nakane estudió y trabajó en la Universidad de Kyoto en Japón de 1951 a 1964 y posteriormente, de 1965 a 1978, trabajó en Tokio para el departamento de historia natural del Museo Nacional de Ciencias. En 1978 recibió su doctorado en la Universidad de Kagoshima, donde trabajó hasta su jubilación en 1986. Trabajó en todos los taxones de escarabajos nativos de Japón y fue autor o coautor de aproximadamente 870 publicaciones. Gran parte de esto en el período previo a la obra Iconographia Insectorum Japanicorum Colore Naturali Edita, de la cual escribió la sección sobre coleópteros. Describió muchas especies de escarabajos nuevas para la ciencia de la taxonomía.